# كوكسستر
كوكسستر (بالإنجليزية: Koeksister) هي حلوى أفريكانية تقليدية مصنوعة من عجينة مقلية مملوءة بالشراب أو العسل. يوجد ايضا طبق ملاي مشابه له، وهي عبارة عن كرة مقلية من العجين ملفوفة بجوز الهند المجفف تسمى كوكسستر، الاسم مشتق من الكلمة الهولندية كوك "koek" والتي تعني حلوى دقيق القمح، وأيضًا من الكلمة الإنجليزية الأمريكية كوكي "cookie"، ويمكن أن تشير كلمة "sister" إلى التقليد الشفهي لأختين تضفران الكعك ثم تغمسانه في الشراب، كما يمكن أن تشير كلمة "Sis" أيضًا إلى صوت الأزيز.
تُحضر الكوكسستر بقلي شرائح العجين بالزيت، ثم غمر العجين المقلي الساخن في شراب السكر المثلج، للكوكسستر قشرة ذهبية مقرمشة ومركزة بالشراب السائل، وهي لزجة جدًا وحلوة ومذاقها مثل العسل.